# Panulirus penicillatus
Panulirus penicillatus е вид десетоного от семейство Palinuridae. Видът не е застрашен от изчезване.

## Разпространение и местообитание
Разпространен е в Австралия (Западна Австралия, Куинсланд, Нов Южен Уелс и Северна територия), Американска Самоа (Суейнс), Вануату, Виетнам, Гуам, Джибути, Египет (Синайски полуостров), Еквадор (Галапагоски острови), Еритрея, Йемен (Северен Йемен, Сокотра и Южен Йемен), Индия (Андамански острови, Андхра Прадеш, Гоа, Гуджарат, Дадра и Нагар Хавели, Даман и Диу, Карнатака, Керала, Махаращра, Никобарски острови, Ориса, Пондичери и Тамил Наду), Индонезия (Бали, Калимантан, Малки Зондски острови, Малуку, Папуа, Сулавеси, Суматра и Ява), Иран, Камбоджа, Кения, Кинмън, Кирибати (Гилбъртови острови, Лайн и Феникс), Китай (Гуандун, Гуанси, Фудзиен и Хунан), Коморски острови, Мавриций, Мадагаскар, Майот, Макао, Малки далечни острови на САЩ (Атол Джонстън, Лайн, Мидуей, Остров Бейкър, Уейк и Хауленд), Маршалови острови, Мексико (Гереро, Наярит, Ревияхихедо и Синалоа), Мианмар (Коко острови), Микронезия, Мозамбик, Науру, Ниуе, Нова Каледония, Оман, Остров Норфолк, Остров Рождество, Острови Кук (Кук и Манихики), Пакистан, Палау, Папуа Нова Гвинея (Бисмарк), Питкерн, Реюнион, Самоа, Саудитска Арабия, САЩ (Хавайски острови), Северни Мариански острови, Сейшели (Алдабра), Соломонови острови, Соломонови острови (Санта Крус), Сомалия, Судан, Тайван, Тайван, Тайланд, Танзания, Токелау, Тонга, Тувалу, Уолис и Футуна, Фиджи, Филипини, Френска Полинезия (Австралски острови, Дружествени острови, Маркизки острови и Туамоту), Хонконг, Южна Африка (Квазулу-Натал) и Япония (Бонински острови, Кадзан, Минамитори и Рюкю).
Обитава крайбрежията и скалистите дъна на океани, морета и коралови рифове. Среща се на дълбочина от 1 до 200 m, при температура на водата от 13 до 28,7 °C и соленост 34,4 – 35,3 ‰.